# Maciste nella Valle dei Re
Maciste nella Valle dei Re (Brasil: Maciste no Vale dos Reis) é um filme franco-italiano de 1960, do gênero aventura histórica, de 1960, dirigida por Carlo Campogalliani e estrelada por Mark Forest.

## Sinopse
No antigo Egito a rainha Smedes (Alonso), mulher ambiciosa, juntamente com o grão-vizir Nenneka (Musko), domina seu esposo, o sábio porém débil faraó Armitee 1.º (Tamberlani). Ao descobrir as maldades da dupla, o faraó é morto. Surge então Maciste (Forest), depois de salvar a vida de Kenamum (Zarolli), filho do faraó, a quem ajuda a resolver os problemas do reino e ainda os de seu namoro com a jovem Nefret (Ranchi). 

## Elenco
- Mark Forest .... Maciste
- Chelo Alonso .... rainha Smedes
- Vira Silenti .... Tekaet
- Angelo Zanolli .... faraó Kenamun
- Federica Ranchi .... Nofret
- Carlo Tamberlani .... faraó Armiteo 1.º
- Nino Musco .... Senneka
- Zvonimir Rogoz .... o grão-sacerdote